# 2005 في نيوزيلندا
فيما يلي قوائم الأحداث التي وقعت خلال عام 2005 في نيوزيلندا.

## سياسة

### تعيين في المنصب
- 19 أكتوبر – مارك بورتون وزير العدل [الإنجليزية]‏.
- 19 أكتوبر – ونستون بيترز وزير الخارجية [الإنجليزية]‏.

### انتهاء فترة المنصب
- 17 سبتمبر – ونستون بيترز عضو مجلس النواب النيوزيلندي ‏.

## رياضة
- 1 يناير – بطولة أمم أوقيانوسيا لكرة السلة 2005
- 1 يناير – رالي نيوزيلندا 2005
- 1 يناير – كأس نيوزيلندا 2005 الفائز سنترال يونايتد.

## أفلام
من الأفلام التي صدرت هذه السنة في نيوزيلندا:
- 1 يناير – بوغي مان من إخراج ستيفن كاي.

## وفيات

### يناير
- 21 يناير – نيفيل سكوت (مواليد 1935)

### أبريل
- 12 أبريل – كيفن ستيوارت (مواليد 1928)

### مايو
- 11 مايو – بوب ستيوارت (مواليد 1920) لاعب رغبي نيوزيلندي.
- 12 مايو – أوين ويلكس (مواليد 1940)
- 12 مايو – إيفان والش (مواليد 1924) لاعب كرة قدم نيوزلندي.
- 20 مايو – جون نيوتن دود (مواليد 1922)

### يونيو
- 20 يونيو – آرثر هيوز (مواليد 1924) لاعب اتحاد رغبي نيوزيلندي.

### أغسطس
- 5 أغسطس – روي سكوت (مواليد 1917) لاعب كركيت نيوزيلندي.
- 8 أغسطس – دارسي لانج (مواليد 1946)
- 13 أغسطس – ديفيد لانج (مواليد 1942)

### أكتوبر
- 3 أكتوبر – كولن مكدونالد (مواليد 1948) لاعب كريكت نيوزلندي.
- 27 أكتوبر – نورمان إليس (مواليد 1913) لاعب كريكت نيوزلندي.

### نوفمبر
- 29 نوفمبر – ستانلي راسيل (مواليد 1906) سياسي نيوزلندي.

### ديسمبر
- 7 ديسمبر – كولن شامبرز (مواليد 1923) سباح نيوزيلندي.